# Lothar Matthäus
Lothar Herbert Matthäus (* 21. März 1961 in Erlangen) ist ein ehemaliger deutscher Fußballspieler und -trainer und heutiger Co-Kommentator und Experte im Fernsehen.
Er begann seine Karriere im Herrenbereich 1978 in der Landesliga Mitte beim 1. FC Herzogenaurach, für den er bereits in der Jugend gespielt hatte. Im Jahr darauf wechselte er zum Bundesligisten Borussia Mönchengladbach. Mit 18 Jahren und aus dem Amateurfußball kommend, wurde er in der Fohlen-Elf schnell Stammspieler und absolvierte für den Verein in fünf Jahren fast 200 Pflichtspiele. 1984 kam er zum ersten Mal zum FC Bayern München. In den vier Spielzeiten für die Münchener wurde er dreimal deutscher Meister und gewann 1985/86 den DFB-Pokal. Im Anschluss ging er erstmals ins Ausland; nach Italien zu Inter Mailand. Erneut absolvierte er vier Spielzeiten, diesmal in der Serie A, in denen er den Meistertitel 1988/89 sowie UEFA-Pokal 1990/91 mit der Mannschaft gewann. Während seiner Zeit bei den Nerazzurri gipfelte seine sportliche Einzelleistung im Fußball in der Ehrung mit dem Ballon d’Or 1990 als „Europas Fußballer des Jahres“ sowie der Ernennung zum ersten FIFA-Weltfußballer des Jahres 1991; zusätzlich erklärte man ihn 1990 zum Fußballer des Jahres in Deutschland. Im Jahr 1992 kehrte er nach Deutschland und zum FC Bayern zurück. Dabei errang er mit der Mannschaft vier deutsche Meisterschaften, zwei DFB-Pokalsiege sowie den UEFA-Pokal 1995/96, außerdem wurde er 1999 noch einmal Fußballer des Jahres in Deutschland. Im Frühjahr 2000 ging er kurz vor seinem 39. Geburtstag noch einmal ins Ausland und schloss sich für eine Saison den MetroStars in der Major League Soccer an, bevor er zu Jahresbeginn 2001 seine aktive Karriere nach über 22 Jahren beendete.
Matthäus gilt als einer der wichtigsten Spieler der deutschen Nationalmannschaft. Von 1979 bis 1983 war er in den U-Auswahlen der Bundesrepublik aktiv, bereits ab 1980 kam er auch für die A-Auswahl zum Einsatz. Sein erstes Spiel bestritt er bei der EM 1980 in Italien, die seine Mannschaft letztlich gewann. Ab 1982 war Matthäus Leistungsträger in der Nationalmannschaft. Er nahm an den Weltmeisterschaften 1982 in Spanien, 1986 in Mexiko, 1990 in Italien, 1994 in den Vereinigten Staaten sowie 1998 in Frankreich teil; dazu an den Europameisterschaften 1984 in Frankreich, 1988 im eigenen Land sowie 2000 in Belgien und den Niederlanden. Von 1987 bis 1994 war er Mannschaftskapitän des DFB-Teams. Er hält außerdem mit 150 Länderspieleinsätzen bis heute den Rekord als Spieler des DFB. Sein sportlich bedeutendster Erfolg ist der Gewinn der WM 1990 mit der Nationalmannschaft. Mit fünf gespielten WM-Turnieren ist Matthäus neben Rafael Márquez, Lionel Messi und Cristiano Ronaldo einer von vier Feldspielern und der erste, der dies erreicht hat. Zusätzlich war er mit 25 Einsätzen bei Weltmeisterschaften bis zum Jahr 2022 alleiniger Rekordhalter.
Nach seiner Spielerkarriere arbeitete er von 2001 bis 2011 als Trainer in Österreich, Serbien und Montenegro, Brasilien und Israel sowie als Nationaltrainer für die A-Auswahlen Ungarns und Bulgariens. Anschließend ging er zum Fernsehen und arbeitet vor allem als Gesprächspartner bei Fußball-Liveübertragungen für den Pay-TV-Sender Sky und den Privatsender RTL.

## Jugend
Lothar Matthäus wuchs in der mittelfränkischen Kleinstadt Herzogenaurach auf. Sein Vater arbeitete als Hausmeister in der örtlichen Zentrale des Sportartikelherstellers Puma. Ab dem neunten Lebensjahr durchlief Matthäus die Jugendmannschaften des Fußballvereins 1. FC Herzogenaurach. Nach dem Ende seiner Schulzeit folgte eine Ausbildung zum Raumausstatter. Für die Saison 1978/79 berief ihn Trainer Franz Brungs in die Seniorenmannschaft. Mit 20 Toren hatte Matthäus maßgeblichen Anteil am Gewinn der Landesliga und er wurde 1979 für die U-18-Nationalmannschaft nominiert.

## Karriere als Spieler

### Durchbruch in Gladbach und Sprung in die Nationalelf
Durch seine Arbeit bei Puma lernte Matthäus’ Vater den leitenden Angestellten und ehemaligen Fußballprofi Hans Nowak kennen, der den Kontakt zu seinem damaligen Lieblingsverein Borussia Mönchengladbach herstellte. Beim Probetraining lieferte sich Matthäus noch ein hitziges Duell mit dem gerade erst von einem Schien- und Wadenbeinbruch genesenen Weltmeister von 1974 Berti Vogts. Der „Terrier“ selbst setzte sich gegenüber Manager Helmut Grashoff für den jungen Mann ein, der einen bleibenden Eindruck bei ihm hinterlassen hatte und im Sommer 1979 wechselte Matthäus zu Mönchengladbach. Der 18-jährige Neuzugang erhielt die vereinsseitige Zusage über ein Monatsgehalt von 2.500 D-Mark sowie für symbolische 99 Pfennig einen VW Golf I von Puma-Chef Rudolf Dassler. Armin Veh, 48 Tage älter als Matthäus, war ebenfalls neu zur Mannschaft gestoßen und schloss schnell mit diesem und dem älteren Jürgen Fleer Freundschaft. Der Franke bezog eine kleine Wohnung in der Nähe des Hauptbahnhofs, für die er ein Zehntel seines Gehalts entrichten musste, während Veh in der Villa der Rentnerin „Tante Titti“ unterkam, die bereits Jahre zuvor unter anderem Rainer Bonhof in dessen Anfangstagen betreut hatte.
Sein erstes Bundesliga-Spiel absolvierte Matthäus bei der 2:4-Niederlage gegen den 1. FC Kaiserslautern am 22. September 1979 (7. Spieltag der Saison 1979/80). Bei der Borussia setzte sich Matthäus auf Anhieb unter seinem Trainer und späteren Förderer Jupp Heynckes durch. Er verdrängte verdiente Spieler wie Horst Wohlers, Winnie Schäfer oder Dietmar Danner und schaffte als Achter im Mittelfeld den Sprung in die Stammelf. Dabei konnte Matthäus sowohl die Defensive unterstützen, als auch andererseits mithilfe seines Tempos, seiner überdurchschnittlichen Technik und sauberen Ballkontrolle aus der Tiefe heraus das Spiel gestalten. Im noch sehr physischen Fußball der 1980er-Jahre halfen ihm diese Attribute, seine vergleichsweise geringe Größe von 174 cm auszugleichen. Der Spieler war rasch ebenso für seine Anführermentalität auf dem Platz bekannt wie für seine präzisen und harten Standards. In seiner Premierensaison erreichte er mit den Fohlen das Finale des UEFA-Pokals, das im nationalen Duell gegen Eintracht Frankfurt verloren ging. Im Hinspiel auf dem Bökelberg hatte Matthäus das wichtige Tor zum zwischenzeitlichen 2:2-Ausgleich erzielt.

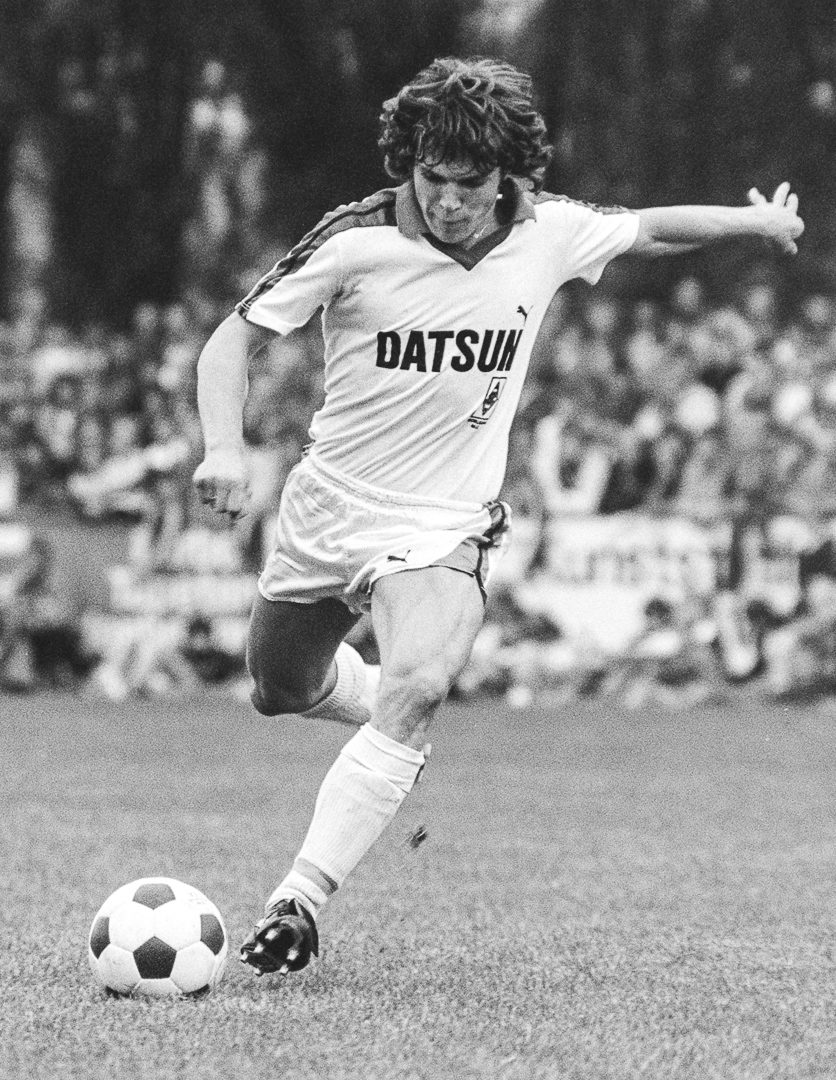
Matthäus beim DFB-Pokalspiel SSV Dillenburg – Borussia Mönchengladbach (2:7) am 29. August 1981

Nationaltrainer Jupp Derwall nominierte Matthäus für den Kader zur EM 1980 in Italien. Dieser gab im Rahmen des Turniers, das die deutsche Nationalmannschaft gewann, sein Länderspieldebüt, als er am 14. Juni 1980 in Neapel beim Stand von 3:0 im Gruppenspiel gegen die Niederlande in der 73. Minute eingewechselt wurde. In der 79. Minute verursachte er einen Foulelfmeter; das Spiel endete mit einem knappen 3:2-Sieg. Dieser Einsatz war Matthäus’ einziger Auftritt bei diesem Wettbewerb, auch, weil auf derselben Position Bernd Schuster als Spielmacher ein überragendes Turnier spielte. Während der Europameisterschaft hatte der 19-Jährige unter anderem eine körperliche Auseinandersetzung mit einem Sicherheitsmann im Olympiastadion Rom und inszenierte sich mit seiner Verlobten für die Presse. Derwalls Assistent Erich Ribbeck bemängelte Matthäus’ Einstellung, dem er vorwarf, „mehr zu reden, als zu spielen“ und an Übermut zu leiden.
In den folgenden Jahren spielte Matthäus mit Gladbach meist im Mittelfeld der Liga und bestätigte seinen Status als Nationalspieler durch konstante Leistungen. 1981 heiratete er seine Jugendliebe Sylvia nach kurzzeitiger Trennung und bezog mit ihr ein Reihenhaus im Stadtteil Rheydt, zu den Nachbarn zählten die Mitspieler Veh und Ewald Lienen. 1982 gehörte Matthäus zum Kader der DFB-Elf bei der WM in Spanien, nachdem er sein zweites Länderspiel erst zu Beginn der Vorbereitungsspiele Anfang des Jahres absolviert hatte. Obwohl Deutschland Vize-Weltmeister wurde (1:3-Niederlage im Finale gegen Italien), verlief die Endrunde für Matthäus persönlich nicht zufriedenstellend, er wurde nur in der Vorrunde zweimal eingewechselt und blieb die nächsten Spiele ohne Einsatz. Trainer Derwall hatte sich mit Paul Breitner ausgesöhnt, der in die Mannschaft zurückkehrte und die Rolle im zentralen Mittelfeld übernahm.
Jupp Heynckes ließ seinen Schützling in Ligaspielen gerne gegen erfahrene Offensivspieler antreten. So war Matthäus als Manndecker für Felix Magath oder Hansi Müller zuständig und sollte sich an deren taktischer Finesse orientieren, um selbst zum Spielmacher reifen zu können. Mit dem Nationalteam traf er erstmals auf Zico und Diego Maradona, zur damaligen Zeit zwei der besten Angriffsspieler der Welt. Im Anschluss an die Weltmeisterschaft erhielt er einen neuen Vertrag in Mönchengladbach, der ihm fortan 150.000 DM Jahresgehalt plus Prämien zusicherte.
1983/84 spielte Mönchengladbach eine starke Saison, die Mannschaft erreichte am Ende den dritten Tabellenplatz und zog ins Endspiel des DFB-Pokals, in dem man auf den FC Bayern München traf, ein. Matthäus hatte inzwischen einen Vertrag bei Bayern München für die neue Saison unterschrieben und diesen Wechsel bereits vor dem Finale bekannt gegeben, woraufhin Gladbacher Fans ihn als „Judas“ beschimpften. Somit fand das Finale zwischen seinem alten und seinem neuen Verein statt. Im Elfmeterschießen – nach regulärer Spielzeit stand es 1:1 – schoss er seinen Elfmeter über das Tor, nachdem er zuvor den Führungstreffer vorbereitet hatte. Auch Norbert Ringels traf nicht und die Bayern gewannen den Pokal (6:7 n. E.). Bereits vor der Partie hatte Matthäus sich selbst in Aussicht gestellt, so oder so „werde er einen sehr ungemütlichen Nachmittag haben“, hatte sich aber auch „reinhängen wollen, um später Heynckes gerade in die Augen schauen zu können“.
Die Verkündung des Wechsels hatte auch direkten Einfluss auf die Beziehung zwischen Matthäus und Gladbachs Trainer Heynckes. Während er zum Beispiel in seiner letzten Spielzeit für die Fohlen in 33 Partien über die volle Distanz auf dem Platz gestanden hatte, ließ ihn Heynckes sechs Spieltage vor Schluss in einem Meisterschaftsspiel gegen Waldhof Mannheim 70 Minuten auf der Bank. Nach seiner Einwechslung beim Stand von 1:2 aus Sicht Mönchengladbachs erzielte Matthäus innerhalb von 19 Minuten zwei Tore und gewann mit seiner Mannschaft noch 3:2. Während der Spieler diesen Vorfall als „[...] Retourkutsche vom Trainer, nur weil ich zu Bayern München gehe“ bezeichnete, äußerte sich sein Übungsleiter mit den Worten: „Der Lothar war etwas nachlässig geworden und brauchte einen Denkzettel.“ Zuvor hatte das Team durch ein Remis sowie eine Niederlage die zwischenzeitlich errungene Tabellenführung wieder abgeben müssen.
Heynckes, der sich nach dessen Verpflichtung um keinen Spieler so intensiv wie um Matthäus gekümmert haben soll, hatte diesen in den vergangenen Jahren auch gegenüber den Bundestrainern Derwall und Vogts verteidigt, die Matthäus „Starallüren“ (Vogts) vorwarfen sowie den Status als „Lehrling, der morgen gerne Generaldirektor“ wäre (Derwall), zuschrieben. Darüber hinaus stand Heynckes seinem Spieler auch privat zur Seite, etwa als dieser unter der zeitweisen Trennung von seiner späteren Ehefrau Sylvia litt oder mit 2,06 ‰ Alkohol im Blut in seinem Mercedes verunfallte. Aussagen des Magazins Der Spiegel zufolge wäre Heynckes sogar bereit gewesen, Borussia Mönchengladbach mithilfe seines Privatvermögens eine Gehaltserhöhung für seinen Spieler zu ermöglichen.
1984 spielte der Mittelfeldspieler bei der Europameisterschaft in Frankreich sein drittes großes Turnier, als Bernd Schuster nicht mehr Teil des Teams war. Matthäus hatte sich in der Gruppenphase einen Stammplatz erkämpft, doch eine schwache deutsche Elf kam gegen Rumänien, Portugal sowie den späteren Finalisten Spanien als Dritter nicht über die Vorrunde hinaus. Außerdem wurde er gemeinsam mit seinem Gladbacher Vereinskollegen Hans-Günter Bruns als erster DFB-Spieler überhaupt zu einer Geldstrafe von je 2.000 DM verurteilt, nachdem beide im Trainingslager vor dem Turnier nachts heimlich nach Wiesbaden gefahren und dort in einer Gaststätte erkannt worden waren.

### Erste Titel und Durchbruch in der Nationalmannschaft
Der FC Bayern München zahlte im Sommer 1984 2,4 Mio. DM Ablöse an Mönchengladbach für Matthäus. Dieser soll fortan ein Jahresgehalt von 500.000 DM, weitere 200.000 DM Einnahmen aus Werbeverträgen sowie 100.000 DM Prämien bezogen haben, was ihn zum bis dato bestbezahlten Bundesligaspieler machte. Die Erwartungen an ihn waren groß, denn die Mannschaft hatte gerade mit Karl-Heinz Rummenigge (ging zu Inter Mailand) und ein Jahr zuvor mit Paul Breitner (beendete seine Karriere) ihre Topspieler verloren. Die entstandene Lücke im Mittelfeld sollte nun Matthäus schließen, der gleich beim ersten Mannschaftstraining Teamkollege Dieter Hoeneß mit einer Grätsche stoppte, woraufhin dieser sich einen Bänderriss zuzog. Trainer Udo Lattek formte mit Neuzugängen wie Matthäus, Verteidiger Norbert Eder oder dem vom Rivalen 1860 verpflichteten 18-Jährigen „Wiggerl“ Kögl eine neue Mannschaft und der Mittelfranke entwickelte sich unter ihm zu einem Mittelfeldspieler von internationalem Format. Als Spielgestalter und Antreiber führte Matthäus die Mannschaft in seiner ersten Saison zur Meisterschaft 1985. 1986 wurde er erneut mit Bayern Deutscher Meister und gewann mit der Mannschaft zusätzlich den DFB-Pokal. Auch in München schoss er bald regelmäßig die Standards, vor allem indirekte Freistöße, die er am liebsten flach und platziert in Richtung des gegnerischen Tors brachte.
Der neue DFB-Teamchef Franz Beckenbauer übertrug Matthäus nun auch in der Nationalmannschaft mehr Verantwortung. Dieser fuhr im Sommer 1986 als Stammspieler mit zur Weltmeisterschaft nach Mexiko. Dort bildete er mit dem routinierten Felix Magath ein Duo im zentralen Mittelfeld, bereits eine Vorstufe zur später bekannten Doppelsechs. Im Achtelfinale gegen Marokko traf Matthäus drei Minuten vor Schluss mit einem 30-Meter-Freistoß zum 1:0-Sieg. Nach weiteren Erfolgen über Gastgeber Mexiko und Frankreich zog die deutsche Mannschaft ins Endspiel ein, in dem sie auf Argentinien traf. Matthäus wurde von Beckenbauer mit der Bewachung des argentinischen Starspielers Diego Maradona beauftragt. Maradona konnte zwar keinen Treffer erzielen, Deutschland verlor aber trotzdem mit 2:3 und wurde wie bereits 1982 Vize-Weltmeister.
Mit der deutschen Meisterschaft 1987 komplettierte Matthäus den „Titel-Hattrick“ mit den Bayern und stand mit Teamkollegen wie Jean-Marie Pfaff, Hansi Flick, Andreas Brehme und Dieter Hoeneß im Finale des Europapokals der Landesmeister, in dem die Mannschaft mit 1:2 gegen den FC Porto verlor. Zuvor, am 25. März 1987, führte Matthäus die Nationalmannschaft zum ersten Mal als Kapitän aufs Spielfeld.
Im Frühjahr 1988 gab Matthäus seinen Wechsel zu Inter Mailand bekannt. Der italienische Spitzenclub bezahlte 8,4 Mio. DM Ablöse. Zuvor war Matthäus bei der EM-Endrunde 1988 im eigenen Land erstmals bei einem großen Turnier Kapitän der DFB-Elf, die im Halbfinale den Niederlanden mit 1:2 unterlag, gewesen.

### Weltmeister in Italien und auf dem Höhepunkt der Karriere
Unter Inters Trainer Giovanni Trapattoni entwickelte sich Matthäus als Spieler und Führungspersönlichkeit weiter. In der italienischen Serie A, die damals als stärkste Liga der Welt galt, schaffte er den Sprung zum Weltstar. Am Ende seiner ersten Saison in Italien gewann er mit Inter 1989 die italienische Meisterschaft – das erste Mal seit neun Jahren – und galt als bester Spieler der Liga neben Diego Maradona von der SSC Neapel, der später in seiner Autobiografie schrieb, dass Matthäus der beste Rivale gewesen ist, den er je hatte.
Im folgenden Jahr fand die Weltmeisterschaft 1990 in Italien statt. Matthäus führte im deutschen Mittelfeld Regie und erzielte vier Tore. Deutschland erreichte zum dritten Mal nacheinander ein WM-Finale, in dem Argentinien mit 1:0 besiegt wurde. Bereits zuvor hatte der Mittelfranke im Gruppenspiel gegen Jugoslawien zwei Treffer erzielt, einen nach einem Sololauf über 50 Meter. Das Jahr 1990 war der Höhepunkt von Matthäus’ Karriere, der in diesem Jahr noch vier persönliche Auszeichnungen erhielt: Deutschlands Fußballer des Jahres, Ballon d’Or („Europas Fußballer des Jahres“), (inoffizieller) Weltfußballer und Weltsportler des Jahres.
Auch im Verein hielt die Siegesserie an. Inter besiegte im Finale des UEFA-Pokals 1991 die AS Rom, wobei Matthäus ein Tor erzielte. Zudem wurde er zum ersten offiziellen FIFA-Weltfußballer des Jahres gewählt. Im Mai 1991 äußerte Matthäus öffentlich seinen Willen zum Abschied von Inter Mailand, ein Wechsel zu Real Madrid stand im Raum, zu dem es letztlich nicht kam. Ende Mai 1991 verlängerte er seinen Vertrag mit Inter Mailand um zwei Jahre. Fast ein Jahr später war sich Matthäus mit Juventus Turin über einen Vereinswechsel einig, als er sich am 12. April 1992 im Spiel gegen Parma einen Kreuzbandriss zuzog. Der DFB-Kapitän musste deshalb seine Teilnahme an der Europameisterschaft 1992 absagen, in dem Deutschland im Finale Dänemark unterlag. Inter rechnete mit seiner Rückkehr frühestens Ende des Jahres. Nach einer Operation in den USA bei Richard Steadman in Vail, Colorado trainierte Matthäus „heimlich“ in den Bergen und arbeitete täglich mehrere Stunden an seinem Comeback. Juventus zog aber aufgrund der Verletzung sein Angebot zurück. Dafür zeigte Bayern München erneut Interesse und nach einem Angebot über 4,2 Millionen DM Ablöse kehrte der Spieler im August 1992 wieder zum FC Bayern zurück. Bedingung der Zustimmung des Inter-Präsidenten Pellegrini zu diesem Wechsel war zudem die schriftliche Erklärung Matthäus’, künftig für keinen anderen italienischen Verein mehr zu spielen.

### Rückkehr nach Deutschland und Wechsel auf die Liberoposition
Am 19. September 1992, fünf Monate nach seinem Kreuzbandriss, feierte Matthäus sein Comeback in der Bundesliga. Am 21. November erzielte er im Spiel bei Bayer Leverkusen das Tor des Jahres 1992. Einen Eckball nahm er einige Meter vor dem Strafraum stehend direkt in der Luft und setzte ihn per Volley unter die Latte. Die Meisterschaft 1993 wurde hinter Werder Bremen knapp verpasst.
Im November 1993 wurde Matthäus deutscher Rekordnationalspieler: Mit seinem 104. Einsatz zog er an Franz Beckenbauer vorbei, er hält diesen Rekord mit insgesamt 150 Länderspielen bis heute. Nach schwachen Darbietungen der DFB-Elf bei einer Nordamerikareise reagierte Nationaltrainer Berti Vogts auf die mäßigen Abwehrleistungen und baute sein System um. Matthäus wurde aus dem zentralen Mittelfeld zurückbeordert und spielte von nun an als Libero, Andreas Möller sollte hingegen die entstandene Lücke im Mittelfeld schließen. Bald wurde Matthäus auch bei Bayern neuer Libero. Die Umstellung zahlte sich aus, da er auch von dieser Position Einfluss auf das Spiel nehmen konnte. So konnte er sich weiterhin in das Offensivspiel einschalten, indem er Angriffszüge und Konterchancen einleitete, ohne jedoch eine derart kräfteraubende Spielweise wie zuvor pflegen zu müssen. Allerdings machten sich nun mit seinen über 30 Jahren auch allmählich Schwächen in der Rückwärtsbewegung bemerkbar, ebenso fielen Matthäus’ Defizite im Kopfballspiel nun mehr ins Gewicht. 1994 führte Beckenbauer als Interims-Coach die Bayern nach vier Jahren wieder zur deutschen Meisterschaft.

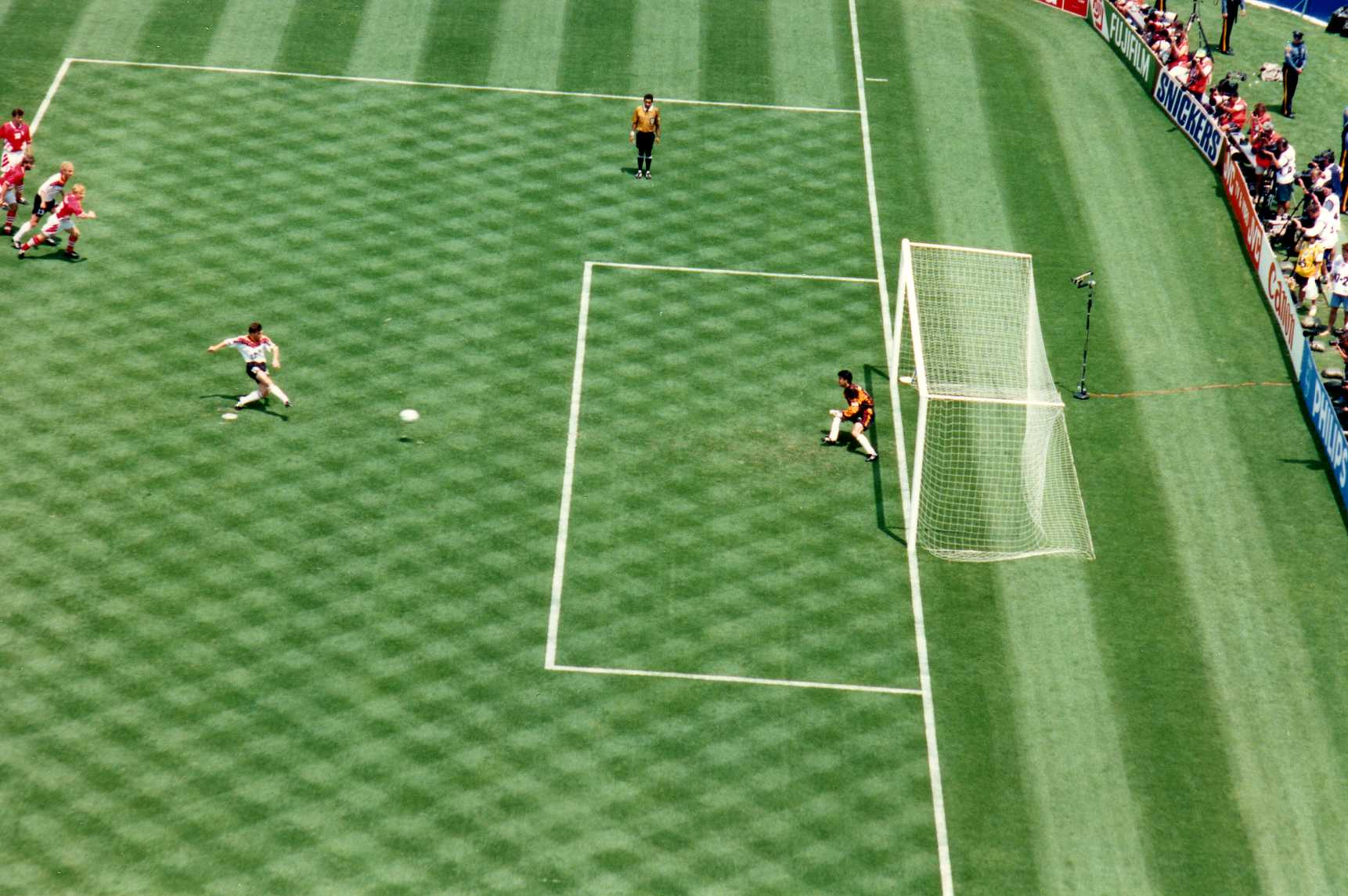
Matthäus’ Führungstreffer per Strafstoß im WM-Viertelfinale 1994 gegen Bulgarien

Im Sommer 1994 flog Matthäus zum zweiten Mal bei einer WM als Spielführer der Nationalmannschaft zur Weltmeisterschaft in die USA. Deutschland wurde souveräner Gruppensieger, doch war die deutsche Defensive überaus anfällig. Beim Sieg im Achtelfinale (3:2 über Belgien) musste Matthäus in der Halbzeit angeschlagen in der Kabine bleiben. Im Viertelfinale kam gegen Bulgarien das frühe Aus; Matthäus hatte seine Mannschaft zunächst per Elfmeter in Führung gebracht, ein Doppelschlag der Bulgaren bedeutete jedoch das Ausscheiden.

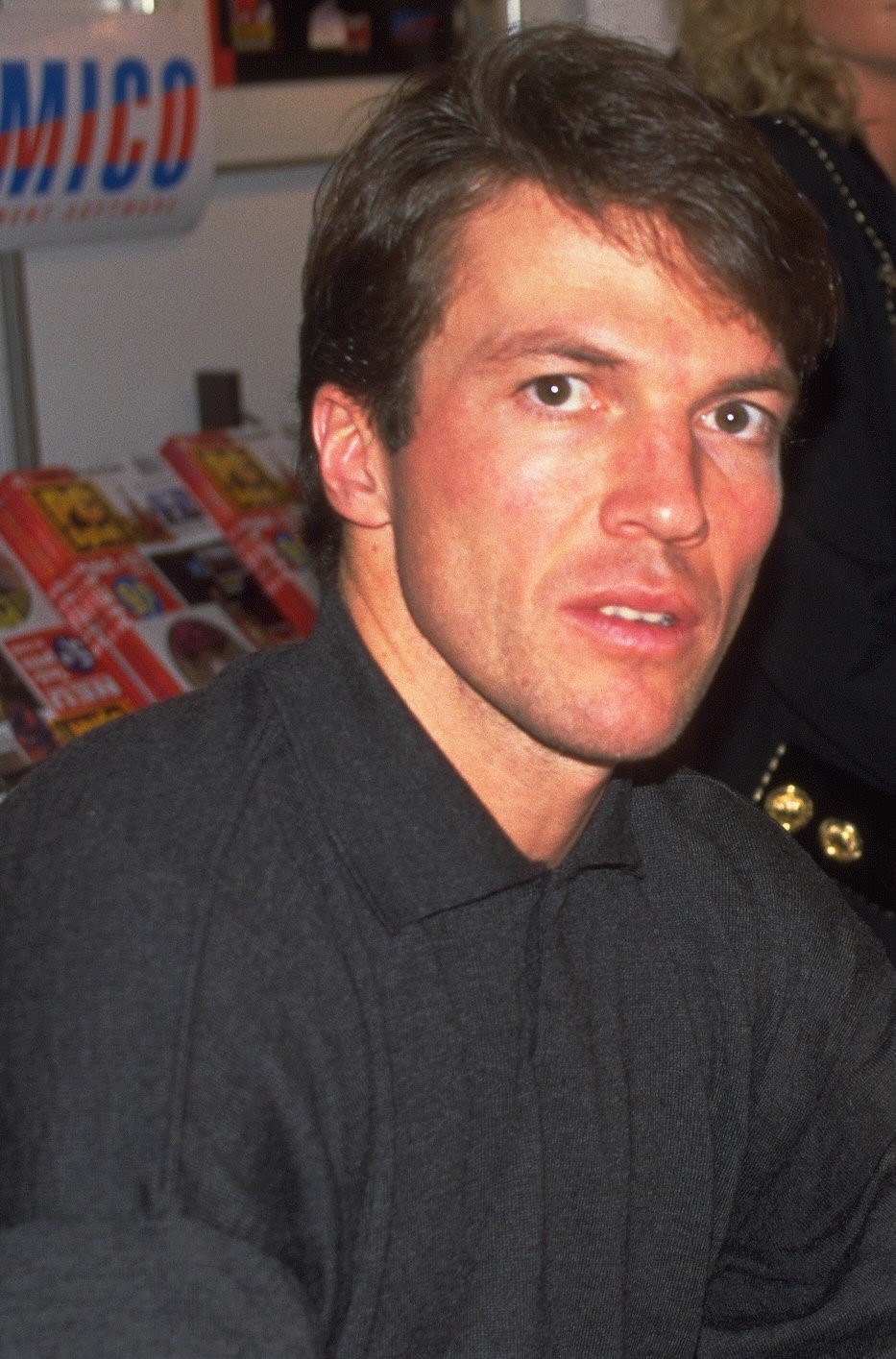
Lothar Matthäus (1995)

Matthäus blieb das Verletzungspech treu: Anfang 1995 zog er sich in einem Freundschaftsspiel einen Achillessehnenriss zu, der ihn zu einer mehrmonatigen Pause zwang. Das Fehlen ihres Abwehrchefs machte sich bei den Bayern bemerkbar, für die die Saison 1994/95 enttäuschend verlief. Ende 1995 kehrte der Mittelfranke wieder zurück, wobei aber einige Kritiker vermuteten, mit nun schon 34 Jahren würde er nach dieser zweiten schweren Verletzung nicht mehr seine Topform erreichen. Doch Matthäus fand zu alter Leistungsstärke zurück. 1996 besiegten die Bayern Girondins Bordeaux in den Finalspielen des UEFA-Pokals und Matthäus gewann diesen Wettbewerb somit zum zweiten Mal.
Da er aus der Nationalmannschaft nicht zurückgetreten war, rechnete man mit Matthäus’ Nominierung für die EM 1996. Doch er hatte sich mit Bundestrainer Vogts überworfen, dessen engster Vertrauter in der Mannschaft inzwischen der neue Kapitän Jürgen Klinsmann war. Zwischen Matthäus und Klinsmann, die beide zu dieser Zeit bei Bayern München – wie schon vorher bei Inter Mailand – im selben Verein spielten, herrschte eine Konfliktsituation. Im Sommer 1997 veröffentlichte Matthäus in der Bild ein „geheimes Tagebuch“, in dem er Interna aus der Mannschaft des FC Bayern, insbesondere von Klinsmann, öffentlich machte. Dies führte zu seiner Absetzung als Spielführer des FC Bayern. Unbeeindruckt von der Kritik an seiner Person knüpfte Matthäus in den folgenden Jahren wieder an sein gewohntes Leistungsniveau an. 1997 gewann er unter Trainer Trapattoni, den er noch von Inter kannte, mit der Mannschaft seine fünfte Meisterschaft. Nach der verletzungsbedingten Absage von Matthias Sammer für die WM 1998 und einer Kampagne der Bild-Zeitung zugunsten von Matthäus holte Vogts ihn kurz vor dem Turnier in den DFB-Kader zurück. Matthäus bestritt zum ersten Mal seit fast dreieinhalb Jahren wieder ein Länderspiel.

### Fünfte WM-Teilnahme und langsamer Karriereausklang

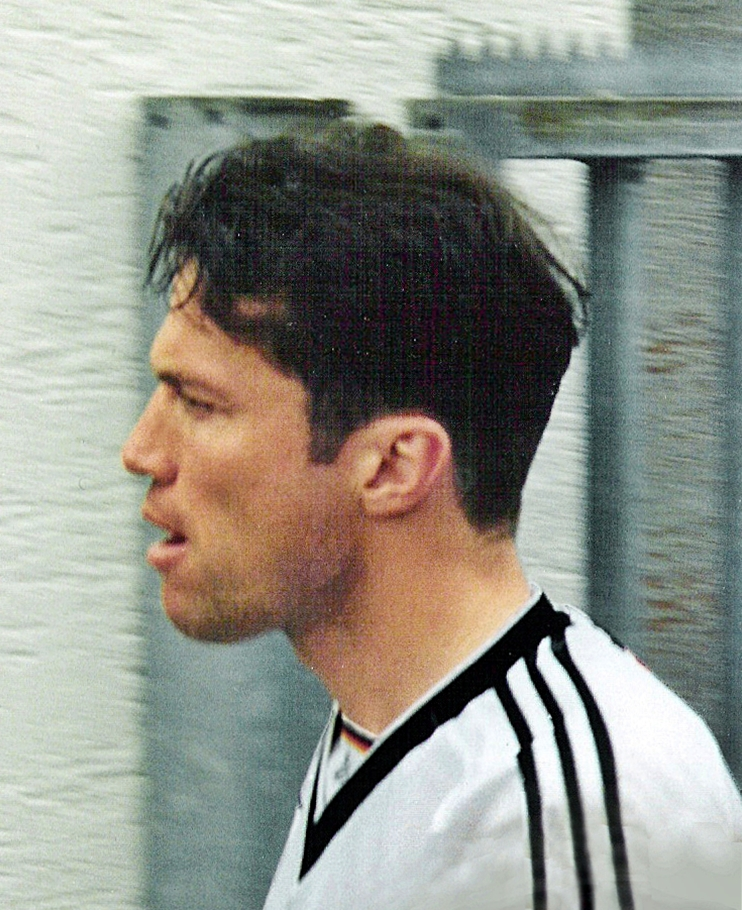
Matthäus im Trikot der Nationalmannschaft (1999)

Mit 37 Jahren nahm Matthäus bei der Weltmeisterschaft 1998 in Frankreich zum fünften und letzten Mal an einer WM-Endrunde teil. Als er im zweiten Gruppenspiel nach dem 0:2-Rückstand gegen Jugoslawien in der Halbzeit eingewechselt wurde, kam die deutsche Elf noch zu einem 2:2-Unentschieden. Gegen den Iran stand er in der Startelf und Deutschland gewann die Gruppe. Im Achtelfinale gegen Mexiko spielte Matthäus wieder als Libero. Deutschland erreichte das Viertelfinale, in dem man von der Überraschungsmannschaft aus Kroatien mit 0:3 aus dem Turnier geworfen wurde. Es war Matthäus’ 25. und letztes WM-Spiel, womit er einen seinerzeit neuen und bis zur Ablösung durch den Argentinier Lionel Messi im Jahr 2022 gültigen Weltrekord aufstellte.
Im selben Jahr übernahm Erich Ribbeck den Posten des Bundestrainers und überredete Matthäus, seine Karriere in der Nationalmannschaft fortzusetzen. Mit Ottmar Hitzfeld hatte auch im Verein ein neuer Trainer die Regie übernommen, der ebenfalls auf den Routinier setzte. Matthäus spielte im Alter von 38 Jahren eine Saison auf hohem Niveau und wurde 1999 zu Deutschlands Fußballer des Jahres gewählt, während die Bayern den Meistertitel errangen. Einen Schock erlebten die Münchner, als sie im Finale der Champions League nach einer 1:0-Führung durch zwei Gegentore in der Nachspielzeit gegen Manchester United 1:2 unterlagen. Matthäus hatte sich ob des sicher geglaubten Sieges kurz vor Schluss auswechseln lassen, somit blieb ihm zum zweiten Mal in seiner Karriere ein Erfolg in Europas Königsklasse verwehrt. Sein letztes Pflichtspiel für die Bayern absolvierte der Mittelfranke am 8. März 2000 im Europacupspiel gegen Real Madrid, das mit 4:1 gewonnen wurde.
Danach wechselte er in die US-amerikanische Major League Soccer zu den New York Metro Stars. Dort spielte er von März bis September 2000 und erreichte mit der Mannschaft die Play-off-Spiele.
Matthäus wurde von Trainer Ribbeck in das Aufgebot für die EM 2000 berufen. Er gab gleichzeitig bekannt, nach dem Turnier aus der Nationalmannschaft auszuscheiden. Nach dem schlechten Abschneiden der deutschen Elf – sie schied in der Vorrunde aus – wurde Matthäus in der Presse stark kritisiert: Sein Wechsel in die USA sei ein Fehler gewesen, dort hätte er stark abgebaut. Das letzte Gruppenspiel gegen Portugal, das mit 0:3 verloren wurde, war sein letztes von insgesamt 150 Länderspielen. Damit war er über einen Zeitraum von 20 Jahren, so lange wie kein anderer deutscher Nationalspieler, in der Nationalmannschaft aktiv und hat als bisher einziger deutscher Nationalspieler an fünf Weltmeisterschaften teilgenommen. Sein Rekord bezüglich der Zeitspanne als Nationalspieler wurde 2010 von Jari Litmanen übertroffen, der 21 Jahre für Finnland spielte.
2001 begann Matthäus beim SK Rapid Wien eine Karriere als Trainer. Vier Jahre später, am 13. Mai 2005, trat er nochmal für ein Spiel an, als er für den damaligen Elftligisten 1. FC Lokomotive Leipzig im Stadtpokal-Halbfinale auflief.
Im Alter von 57 Jahren bestritt Matthäus am 13. Mai 2018 ein Punktspiel für seinen Jugendverein 1. FC Herzogenaurach, der am vorletzten Spieltag bereits als Meister der siebtklassigen Bezirksliga Mittelfranken Nord feststand. Beim 3:0-Sieg gegen die SpVgg Hüttenbach-Simmelsdorf wurde er nach 50 Spielminuten ausgewechselt. Es sei immer sein Wunsch gewesen, sein letztes Pflichtspiel für seinen Jugendverein zu machen.

### Saisonstatistik
| Verein                   | Liga            | Saison          | Liga   | Liga | Nat. Pokal | Nat. Pokal | Europapokal | Europapokal | Andere | Andere | Gesamt | Gesamt |
| Verein                   | Liga            | Saison          | Spiele | Tore | Spiele     | Tore       | Spiele      | Tore        | Spiele | Tore   | Spiele | Tore   |
| ------------------------ | --------------- | --------------- | ------ | ---- | ---------- | ---------- | ----------- | ----------- | ------ | ------ | ------ | ------ |
| 1. FC Herzogenaurach     | Landesliga      | 1978/79         | 22     | 20   | –          | –          | –           | –           | –      | –      | 22     | 20     |
| Gesamt                   | Gesamt          | Gesamt          | 22     | 20   | –          | –          | –           | –           | –      | –      | 22     | 20     |
| Borussia Mönchengladbach | Bundesliga      | 1979/80         | 28     | 4    | 2          | 0          | 11          | 2           | –      | –      | 41     | 6      |
| Borussia Mönchengladbach | Bundesliga      | 1980/81         | 33     | 10   | 5          | 2          | –           | –           | –      | –      | 38     | 12     |
| Borussia Mönchengladbach | Bundesliga      | 1981/82         | 33     | 3    | 5          | 4          | 4           | 1           | –      | –      | 42     | 8      |
| Borussia Mönchengladbach | Bundesliga      | 1982/83         | 34     | 8    | 5          | 2          | –           | –           | –      | –      | 39     | 10     |
| Borussia Mönchengladbach | Bundesliga      | 1983/84         | 34     | 11   | 6          | 4          | –           | –           | –      | –      | 40     | 15     |
| Gesamt                   | Gesamt          | Gesamt          | 162    | 36   | 23         | 12         | 15          | 3           | –      | –      | 200    | 51     |
| FC Bayern München        | Bundesliga      | 1984/85         | 33     | 16   | 6          | 0          | 5           | 1           | –      | –      | 44     | 17     |
| FC Bayern München        | Bundesliga      | 1985/86         | 23     | 10   | 5          | 2          | 3           | 0           | –      | –      | 31     | 12     |
| FC Bayern München        | Bundesliga      | 1986/87         | 31     | 14   | 3          | 1          | 7           | 4           | –      | –      | 41     | 19     |
| FC Bayern München        | Bundesliga      | 1987/88         | 26     | 17   | 4          | 3          | 4           | 1           | –      | –      | 34     | 21     |
| Gesamt                   | Gesamt          | Gesamt          | 113    | 57   | 18         | 6          | 19          | 6           | –      | –      | 150    | 69     |
| Inter Mailand            | Serie A         | 1988/89         | 32     | 9    | 7          | 3          | 5           | 0           | –      | –      | 34     | 21     |
| Inter Mailand            | Serie A         | 1989/90         | 25     | 11   | 2          | 2          | 2           | 0           | –      | –      | 29     | 13     |
| Inter Mailand            | Serie A         | 1990/91         | 31     | 16   | 3          | 1          | 12          | 6           | –      | –      | 46     | 23     |
| Inter Mailand            | Serie A         | 1991/92         | 27     | 4    | 5          | 1          | 2           | 0           | –      | –      | 34     | 5      |
| Gesamt                   | Gesamt          | Gesamt          | 115    | 40   | 17         | 7          | 21          | 6           | –      | –      | 153    | 53     |
| FC Bayern München        | Bundesliga      | 1992/93         | 28     | 8    | –          | –          | –           | –           | –      | –      | 28     | 8      |
| FC Bayern München        | Bundesliga      | 1993/94         | 33     | 8    | 3          | 1          | 4           | 1           | –      | –      | 40     | 10     |
| FC Bayern München        | Bundesliga      | 1994/95         | 16     | 5    | 2          | 0          | 6           | 0           | 1      | 0      | 25     | 5      |
| FC Bayern München        | Bundesliga      | 1995/96         | 19     | 1    | –          | –          | 7           | 0           | –      | –      | 26     | 1      |
| FC Bayern München        | Bundesliga      | 1996/97         | 28     | 1    | 3          | 0          | 2           | 0           | –      | –      | 33     | 1      |
| FC Bayern München        | Bundesliga      | 1997/98         | 25     | 3    | 3          | 0          | 5           | 0           | 2      | 0      | 35     | 3      |
| FC Bayern München        | Bundesliga      | 1998/99         | 25     | 1    | 5          | 0          | 12          | 1           | 2      | 0      | 44     | 2      |
| FC Bayern München        | Bundesliga      | 1999/00         | 15     | 1    | 2          | 0          | 9           | 0           | 2      | 0      | 28     | 1      |
| Gesamt                   | Gesamt          | Gesamt          | 189    | 28   | 18         | 1          | 45          | 2           | 7      | 0      | 259    | 31     |
| NY/NJ Metro Stars        | MLS             | 2000            | 16     | 0    | 2          | 0          | –           | –           | 5      | 0      | 23     | 0      |
| Gesamt                   | Gesamt          | Gesamt          | 16     | 0    | 2          | 0          | –           | –           | 5      | 0      | 23     | 0      |
| 1. FC Lokomotive Leipzig | 3. Kreisklasse  | 2004/05         | –      | –    | –          | –          | –           | –           | 1      | 0      | 1      | 0      |
| 1. FC Herzogenaurach     | Bezirksliga     | 2017/18         | 1      | 0    | –          | –          | –           | –           | –      | –      | 1      | 0      |
| Gesamt                   | Gesamt          | Gesamt          | 1      | 0    | –          | –          | –           | –           | 1      | 0      | 2      | 0      |
| Karriere Gesamt          | Karriere Gesamt | Karriere Gesamt | 618    | 181  | 78         | 26         | 100         | 17          | 13     | 0      | 809    | 224    |

## Trainer

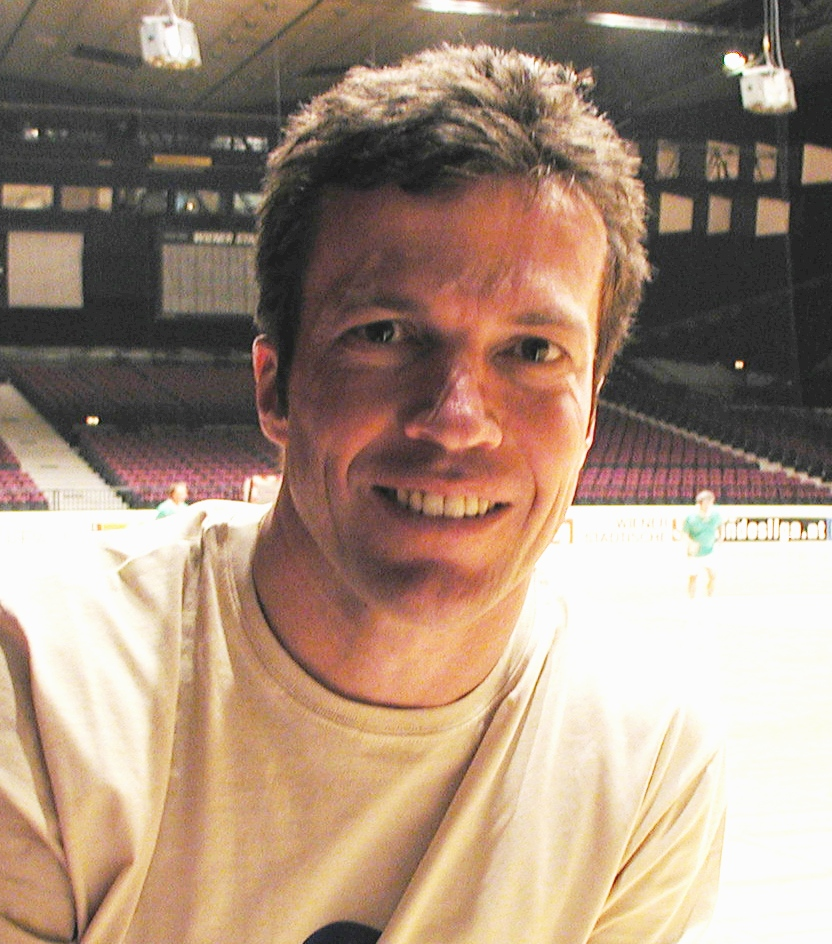
Lothar Matthäus (2002)

Ab der Saison 2001/02 war Matthäus bei mehreren Mannschaften als Trainer tätig.

### Rapid Wien
Seine erste Station war von September 2001 bis Mai 2002 der SK Rapid Wien. Mit den Wienern erreichte er den achten Tabellenplatz – die schlechteste Platzierung seit der Einführung der österreichischen Meisterschaft 1911 für den Verein. Anschließend wurde er wegen öffentlicher vereinsschädigender Aussagen entlassen, ohne dass sein restliches Gehalt ausgezahlt wurde. Ein Versuch von Matthäus, das Gehalt und zusätzliche Gelder vom Verein wegen Rufschädigung einzuklagen, wurde beigelegt.

### Partizan Belgrad
Seine nächste Trainerstation war Partizan (22. Dezember 2002 bis 13. Dezember 2003). Die Belgrader führte er zur Meisterschaft in Serbien-Montenegro und schaffte anschließend mit der Mannschaft auch die Qualifikation zur Champions League (u. a. über Newcastle United).

### Nationaltrainer von Ungarn
Vom 1. Januar 2004 bis zum 31. Dezember 2005 war Matthäus Nationaltrainer der ungarischen Fußballnationalmannschaft. In dieser Zeit konnte Matthäus einen Achtungserfolg erzielen, als Ungarn die DFB-Auswahl in einem Länderspiel anlässlich des 50-jährigen Jubiläums des WM-Endspiels von 1954 in Bern am 6. Juni 2004 in Kaiserslautern mit 2:0 bezwang. Die Qualifikation für die WM 2006 in Deutschland wurde nach einem vierten Platz in der Qualifikationsgruppe verfehlt.

### Athletico Paranaense in Brasilien
Ab Februar 2006 trainierte er kurzzeitig den brasilianischen Erstligaverein Athletico Paranaense in Curitiba und verkündete nach nur etwas mehr als einem Monat aus familiären Gründen während eines Heimaturlaubs in Europa seinen Rücktritt. Kurz zuvor hatte Matthäus aufgrund einer Schiedsrichterbeleidigung eine 30-tägige Sperre hinnehmen müssen.

### Red Bull Salzburg
Im Mai 2006 unterschrieb er einen Vertrag beim FC Red Bull Salzburg und war als Co-Trainer an der Seite von Giovanni Trapattoni tätig, bis der Vorstand die Zusammenarbeit am 12. Juni 2007 wegen „unterschiedlicher Auffassungen“ beendete.

### Maccabi Netanja in Israel

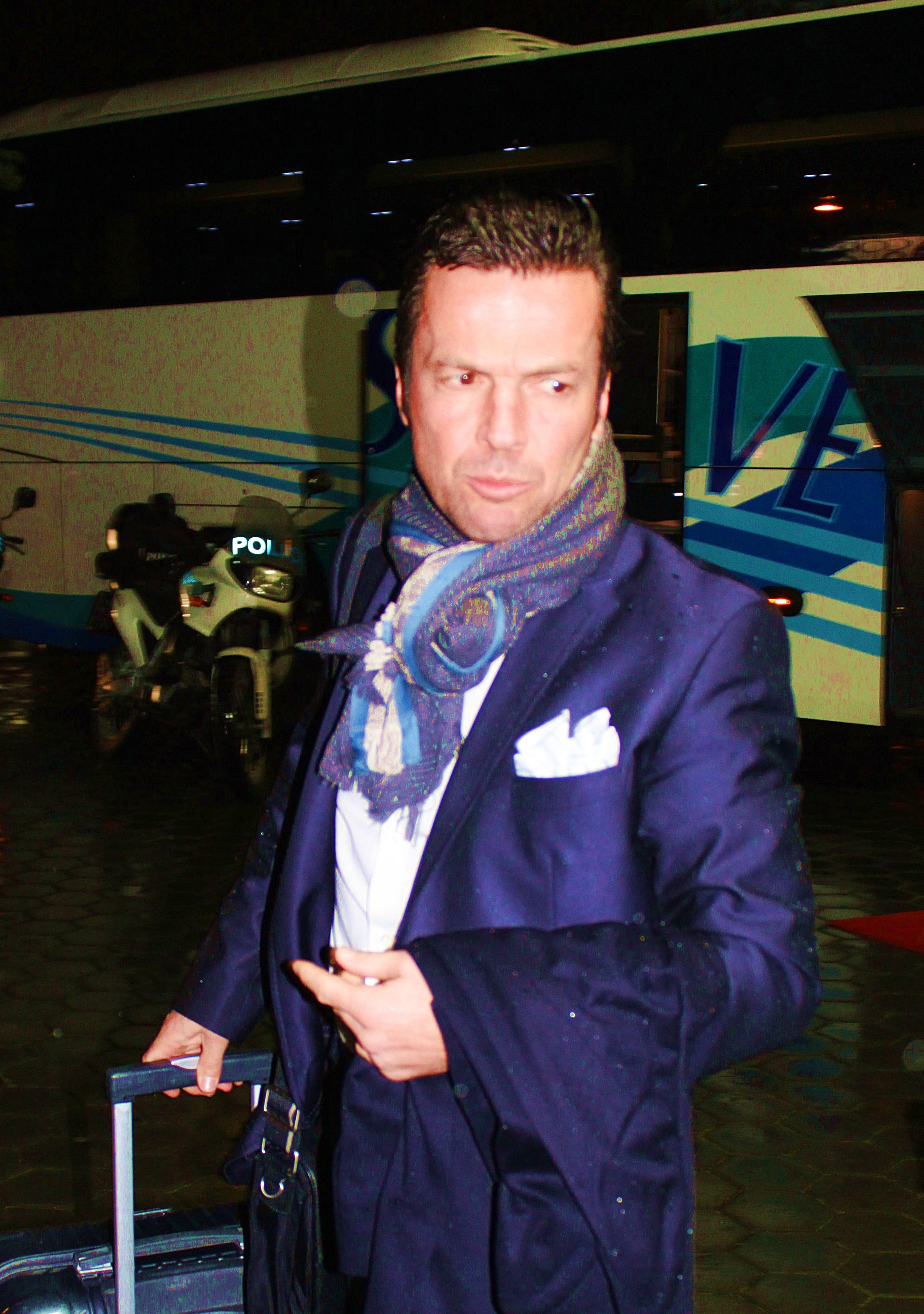
Als Nationaltrainer Bulgariens

Mitte April 2008 unterschrieb Matthäus einen Zweijahresvertrag beim israelischen Erstligisten Maccabi Netanja. Er trat seine neue Trainerstelle im Juli 2008 an. Ende April 2009 gab Maccabi Netanja bekannt, dass der bis 2010 datierte Vertrag mit Lothar Matthäus zum Saisonende aufgelöst werde. Grund hierfür war nach offiziellen Angaben die wirtschaftliche Situation des Vereins. Maccabi Netanja belegte in der Saison 2008/09 den vierten Tabellenplatz.
Im Juni 2009 wurde Matthäus vom ungarischen Verein FC Fehérvár umworben, der ihm einen Zweijahresvertrag mit Option auf ein drittes Jahr anbot, im Oktober 2009 vom argentinischen Club Racing Club Avellaneda. Matthäus konnte sich aber mit keinem der Vereine auf einen Vertrag einigen.
Nach dem frühen Scheitern der kamerunischen Nationalmannschaft bei der Fußball-Weltmeisterschaft 2010 war Matthäus als Nachfolger für den zurückgetretenen Nationaltrainer Paul Le Guen in der engeren Auswahl. Der Verband sah aber von einer Verpflichtung ab.

### Nationaltrainer von Bulgarien
Im September 2010 übernahm Matthäus als Nachfolger von Stanimir Stoilow die bulgarische Nationalmannschaft. Er erhielt einen Einjahresvertrag mit einer Option für zwei weitere Jahre. Matthäus betreute Bulgarien erstmals beim EM-Qualifikationsspiel am 8. Oktober 2010 gegen Wales, das Bulgarien 1:0 gewann. Nachdem Bulgarien in der Qualifikationsgruppe den letzten Platz belegte und die EM-Qualifikation verpasst hatte, wurde Matthäus am 19. September 2011 entlassen.

### Jugendtrainer
Von September 2022 bis August 2024 trainierte Matthäus die E-Junioren des TSV Grünwald. In dem Team spielte auch sein Sohn.

## Arbeit als Kolumnist und TV-Experte

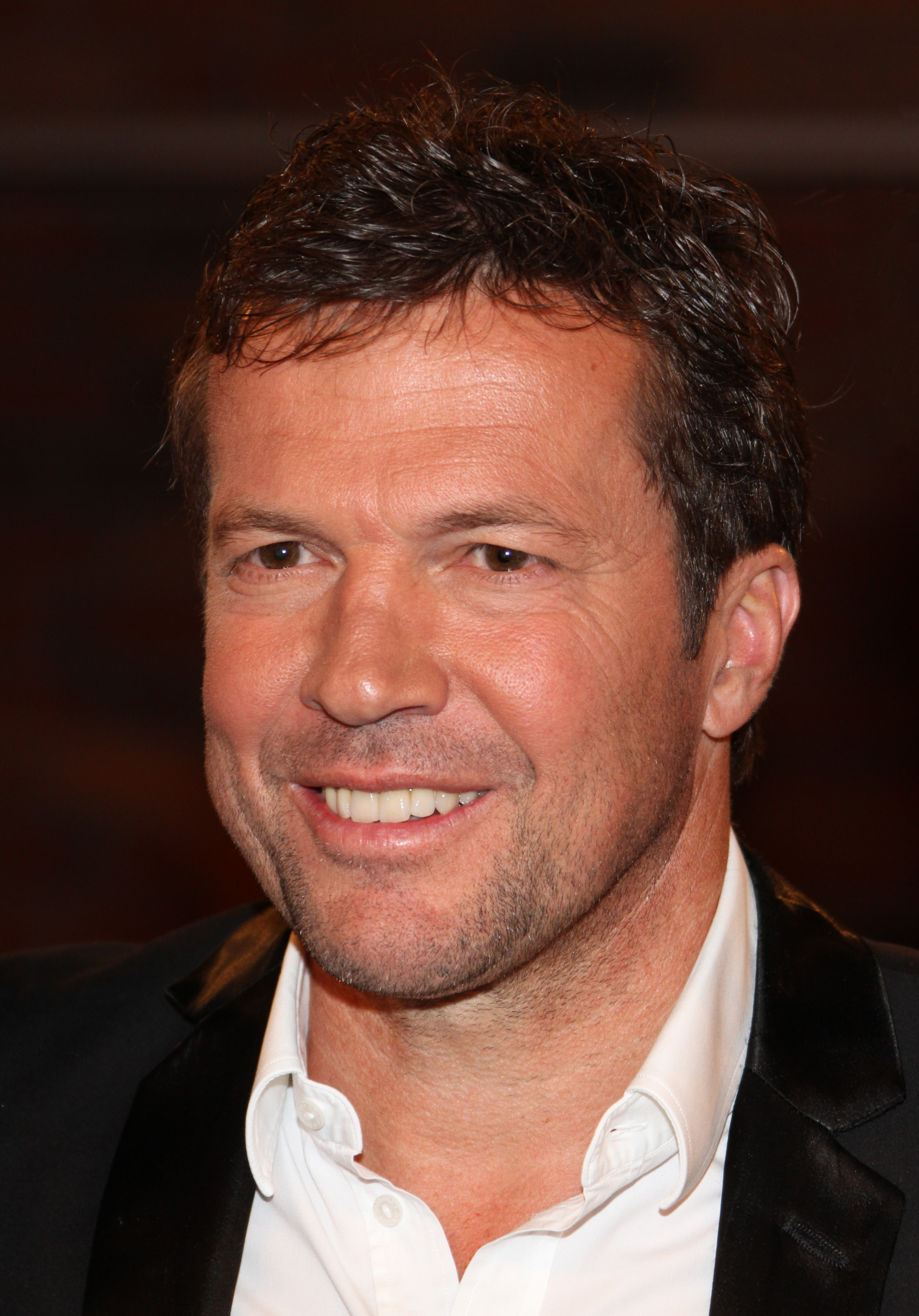
Lothar Matthäus bei Markus Lanz (2012)

Neben und zwischen seinen Trainer-Engagements arbeitet Matthäus als regelmäßiger Kolumnist für Sport Bild (seit 2001) und ist weltweit als TV-Experte tätig (für den Bezahlsender Premiere vor allem bei den Weltmeisterschaften 2002 und 2006, für das ZDF bei der EM 2004, für Eurosport bei der EM 2008, für den arabischen Fernsehsender Al Jazeera bei der WM 2010 und WM 2014 und für Das Erste bei der EM 2012). Bei der EM 2016 in Frankreich hatte Matthäus das Turnier für den englischen Sender ITV kommentiert, in der englischen Zeitung The Sun unter dem Titel „Lothar’s Lowdown“ in unregelmäßigen Abständen eine Taktik-Kolumne verfasst sowie als Experte für türkische und chinesische Medien-Plattformen gearbeitet. Seit Juni 2021 fungiert Matthäus bei RTL als Experte bei Länderspielen der deutschen Nationalmannschaft. Bei der WM 2022 war Matthäus zudem als Experte bei Bild TV im Einsatz.
Seit Beginn der Bundesliga-Saison 2012/13 ist er als Experte beim Pay-TV-Sender Sky Deutschland u. a. beim wöchentlichen Topspiel der Woche tätig. Als solcher ist er seit der Bundesliga-Saison 2018/19 fester Experte in der Fußball-Talkshow Wontorra – der Fußball-Talk auf Sky Sport News HD.
Matthäus hat 2017 den Deutschen Sportjournalistenpreis als meistzitierter Fußballexperte erhalten. Darüber hinaus wurde er am 26. Mai 2017 offiziell in die Hall of Fame der Stiftung Deutsche Sporthilfe aufgenommen. Die Laudatio bei der Aufnahmezeremonie hielt Franz Beckenbauer.
Bei der Europameisterschaft 2024 in Deutschland war er als Experte und Co-Kommentator bei den Übertragungen von MagentaTV und RTL im Einsatz. Er kommentierte die Spiele abwechselnd mit Steffen Freund und an der Seite von Marco Hagemann und Wolff Fuss.

## Titel

### Nationalmannschaft
- Weltmeister: 1990
- Europameister: 1980

### Vereine
International
- UEFA-Cup-Sieger (2): 1991 (Inter Mailand), 1996 (FC Bayern München)

Deutschland
(jeweils FC Bayern München)
- Meister (7): 1985, 1986, 1987, 1994, 1997, 1999, 2000
- Pokalsieger (3): 1986, 1998, 2000
- Supercupsieger: 1987
- Ligapokalsieger (3): 1997, 1998, 1999

Italien
- Meister: 1989 (Inter Mailand)

### Als Cheftrainer
- Serbisch-montenegrinischer Meister: 2003 (Partizan Belgrad)

## Auszeichnungen

### International
- FIFA-Weltfußballer des Jahres: 1991
- Ballon d’Or („Europas Fußballer des Jahres“): 1990
- IFFHS-Weltfußballer: 1990
- Europas Sportler des Jahres: 1990
- World Player of the Year: 1990
- Onze d’or: 1990
- Onze de bronze: 1991
- Silberner Ball der Weltmeisterschaft: 1990
- All-Star-Team der Europameisterschaft: 1988
- Aufnahme in die FIFA 100 (2004)
- Golden Foot (2012)
- Wahl ins Ballon d’Or Dream Team (2020)

### National
- Deutschlands Fußballer des Jahres: 1990, 1999
- Mann des Jahres im deutschen Fußball: 1999
- VDV-Spieler des Jahres: 1999
- Inter-Spieler des Jahres: 1991
- Kicker-Idol des Jahres: 1990, 1991, 1993, 1994
- Kicker-Mittelfeldspieler des Jahres: 1983
- Kicker-Libero des Jahres: 1994, 1998, 1999
- Bayerischer Verdienstorden: 2001
- Silbernes Lorbeerblatt: 1990
- Georg von Opel-Preis: 1998
- MLS All-Star-Team: 2000
- Ehrenspielführer der deutschen Nationalmannschaft (27. April 2001)
- Tor des Jahres: 1990, 1992
- Tor des Monats: Juni 1990, Dezember 1990, November 1992, August 1998
- Einstufung als Weltklasse in der Rangliste des deutschen Fußballs: Sommer 1986, Sommer 1990, Winter 1990/91, Sommer 1991, Sommer 1999
- Aufnahme in die Hall of Fame des deutschen Sports 2017
- Aufnahme in die erste Elf der „Hall of Fame des deutschen Fußballs“ des Deutschen Fußballmuseums 2018[42]
- Mitglied der Hall of Fame des FC Bayern München
- Ehrenpreis der DFL 2019[43]
- Deutscher Sportjournalistenpreis 2017 als „meistzitierter Fußballexperte“
- Bei seinem Heimatverein 1. FC Herzogenaurach wurde Matthäus 2017 zum Ehrenmitglied ernannt und ein Sportplatz nach ihm benannt.[44]
- Bayerischer Botschafter des Sports (2022)[45]

## Rekorde
- Seit dem 17. November 1993 ist er Rekordnationalspieler des DFB, an diesem Tag übertraf er mit seinem 104. Länderspiel (Deutschland – Brasilien 2:1) die von Franz Beckenbauer am 23. Februar 1977 vorgelegte Marke. Am 23. Februar 2000 überbot er mit seinem 144. Spiel den europäischen Rekord von Thomas Ravelli und blieb bis zum 22. August 2007 mit 150 Spielen europäischer Rekordnationalspieler. Er wurde von Martin Reim (Estland) abgelöst.
- Matthäus nahm an fünf Weltmeisterschaften teil und hält mit der Teilnahme an 25 WM-Spielen den zweiten Platz der meisten WM-Einsätze. 2022 wurde er von Lionel Messi (Argentinien) überholt.[46]
- Er ist der bisher älteste Spieler, der in der deutschen Nationalmannschaft gespielt hat. Bei seinem letzten Länderspiel war Matthäus 39 Jahre alt. Mit 38 Jahren und 128 Tagen ist er zudem der älteste Torschütze der Nationalmannschaft. Sein letztes Tor erzielte er am 28. Juli 1999 beim Confed-Cup in Mexiko gegen Neuseeland zum 2:0-Endstand.

## Elfmeter-Trivia
- Bis zum 25. Juni 2005 war Matthäus mit acht Elfmetertoren bester Strafstoßschütze der Nationalmannschaft, bevor er von Michael Ballack übertroffen wurde.[47][48]
- Matthäus hatte bereits vor dem Finale zwischen Bayern München und Mönchengladbach im DFB-Pokal 1983/84 seinen Wechsel von Mönchengladbach zu den Bayern bekannt gegeben. Das Finale fand zwischen seinem alten und seinem neuen Verein statt. Im entscheidenden Elfmeterschießen schoss Matthäus seinen Elfmeter für Mönchengladbach über das Tor, und der FC Bayern wurde Pokalsieger.
- Im Finale des DFB-Pokal 1998/99 gegen Werder Bremen trat Matthäus im Elfmeterschießen zunächst nicht an. Erst als es nach den ersten fünf Schützen noch unentschieden stand, erklärte er sich bereit, als sechster Schütze einen Elfmeter zu übernehmen. Der Torwart von Bremen, Frank Rost, hielt den Elfmeter, und Bremen wurde Pokalsieger. Lothar Matthäus ist damit der bisher einzige Spieler, der zweimal im Elfmeterschießen eines DFB-Pokal-Endspiels verschoss.
- Im WM-Finale 1990 gegen Argentinien brach die Sohle eines Schuhs von Matthäus. In der Pause musste er daher ein neues, nicht eingelaufenes Paar Schuhe anziehen. Als es in der 85. Minute beim Stand von 0:0 einen Elfmeter für Deutschland gab, war eigentlich Matthäus als Schütze vorgesehen (er hatte zuvor bereits im Viertel- und im Halbfinale je einen Elfmeter verwandelt). Jedoch fühlte er sich nach eigenen Angaben aufgrund des Schuhwechsels unsicher und überließ Andreas Brehme den Ball, der ihn dann verwandelte und Deutschland den Weltmeistertitel einbrachte.[49][50]

## Kontroversen
Am 30. Oktober 1983 entstand an Matthäus’ Fahrzeug bei einem schweren Verkehrsunfall in Herzogenaurach Totalschaden, in der anschließend von Matthäus abgegebenen Blutprobe wurde eine Blutalkoholkonzentration von 2,06 Promille festgestellt.
Im März 2011 wurde im russischen Grosny ein Fußballspiel veranstaltet, bei dem eine tschetschenische Auswahl gegen eine brasilianische Weltmeister-Mannschaft antrat. Für das tschetschenische Team trat neben dem wegen seiner Menschenrechtsverletzungen umstrittenen Machthaber Ramsan Kadyrow auch Matthäus an. Die brasilianische Zeitung Estado de Sao Paulo berichtete, dass jeder Spieler umgerechnet 215.000 Euro erhalten habe. Lothar Matthäus bestritt, eine Gage für den Auftritt erhalten zu haben. Neben ihm nahmen unter anderem auch Giovane Élber, Raí und Romário an dem umstrittenen Freundschaftsspiel teil. 
Im Juli 2018 traf sich Matthäus im Rahmen der WM 2018 in Russland mit dem russischen Präsidenten Wladimir Putin, was in einigen Medien Kritik auslöste. Matthäus verteidigte sein Treffen mit Putin, ihm sei es um die WM und nicht um Politik gegangen. Zudem erklärte Matthäus: „Sport verbindet Menschen aus unterschiedlichsten Ländern und Kulturen und kann helfen, Brücken zu bauen und Dialoge zu fördern. Das ist besser als Abschottung, Boykott und nicht mehr miteinander zu sprechen.“
Auch seine Tätigkeit als offizieller Botschafter der Fußball-Weltmeisterschaft 2022 in Katar, welche er im Mai 2022 verkündete, brachte viel Kritik mit sich.
Lothar Matthäus steht nach Angaben von Der Spiegel in einer Geschäftsbeziehung mit einer Firma, die Sportler berät, um Maximalerträge aus der Verletztenrente der Gesetzlichen Unfallversicherung in Deutschland zu erhalten.

## Privates
Matthäus war fünf Mal verheiratet und hat vier Kinder:
- 1981–1992 mit Sylvia, zwei Töchter (* 1986, * 1988)
- 1994–1999 mit der Schweizerin Lolita Morena, ein Sohn (* 1992)
- 2003–2008 mit der Serbin Marijana Kostić
- 2009–2011 mit der Ukrainerin Kristina Liliana Čudinova[60][61]
- 2014–2021 mit der Russin Anastasia Klimko,[62][63] ein Sohn (* 2014)

Matthäus hatte in Folge seines Engagements als ungarischer Nationaltrainer seinen Hauptwohnsitz für 16 Jahre in Budapest, bevor er 2021 wieder nach München zurückzog.

## Fernsehauftritte
2005 trainierte Matthäus für die achtteilige RTL Zwei-Doku-Soap Borussia Banana eine Amateur-Fußballmannschaft, die am Ende der Serie gegen den FC St. Pauli spielte. Mit Joanna Tuczyńska zusammen hatte Matthäus im März 2012 eine Gastrolle in der Fernsehserie Alarm für Cobra 11 – Die Autobahnpolizei, in der er sich selbst spielte. Im Frühjahr 2012 ließ sich Matthäus von einem Kamerateam des deutschen Fernsehsenders VOX begleiten, das die sechsteilige Personality-Doku Lothar – immer am Ball drehte, die ab 24. Juni 2012 ausgestrahlt wurde. 2021 trat er in der Fernsehshow Wer ist das Phantom? auf ProSieben auf.

## Veröffentlichungen
- Lothar Matthäus, Martin Häusler: Ganz oder gar nicht – Autobiographie, Bastei Lübbe, Köln 2012, ISBN 978-3-7857-2467-5.
- Lothar Matthäus: Mein Tagebuch, Sportverlag Berlin 1997, ISBN 3-3280-0735-0.